# Kiwa puravida
Espèce
Kiwa puravida est la deuxième espèce de galathée yéti du genre Kiwa, décrite en 2011. Contrairement à sa cousine, Kiwa hirsuta, Kiwa puravida ne vit pas à proximité des fumeurs noirs, mais des suintements froids.
Son corps est recouvert par des filaments formés de bactéries méthanophages, qui métabolisent le méthane des suintements froids, et dont l'animal se nourrit à son tour. L'animal effectue des mouvements amples des membres afin de favoriser la croissance des bactéries dont il se nourrit.